# 小畑川 (南丹市)
小畑川（おばたがわ）は、京都府南丹市日吉町生畑の旧小畑村範囲を流れる淀川水系桂川二次支流の準用河川。教育民泊で国内外の中高生が頻繁に訪れ、小畑川で水生生物の観察などを行う姿が見られる。

## 地理
小畑川の準用河川は日吉町生畑新前・荒堀を起点として南西に流れ、生畑バス停のある日吉町生畑出会向・校元で木住川右岸に流入する。

## 流域の村
南丹市
- 日吉町
  - 生畑
    - 小畑村

## 主な支流
- 大神楽川
- 中ノ前川

## 主な橋梁
- 下小畑橋
- 小畑橋

## 流域にある主な施設
- 小畑共同墓地
- 無量寺
- 多治神社
- 小畑集会所
- 生畑地蔵堂